# Alexandre Achillini
Alexandre Achillini, també conegut com a Alessandro Achillini (en italià) o Alexandrus Achillini (en llatí) (Bolonya, 20 d'octubre de 1463 - 2 d'agost de 1512) va ser un filòsof i metge italià. Va estudiar a la Universitat de Bolonya, i va ser professor d'anatomia a les universitats de Pàdua i Bolonya. Se li va conèixer amb el nom de segon Aristòtil, per la seva adhesió a les doctrines del mestre grec.

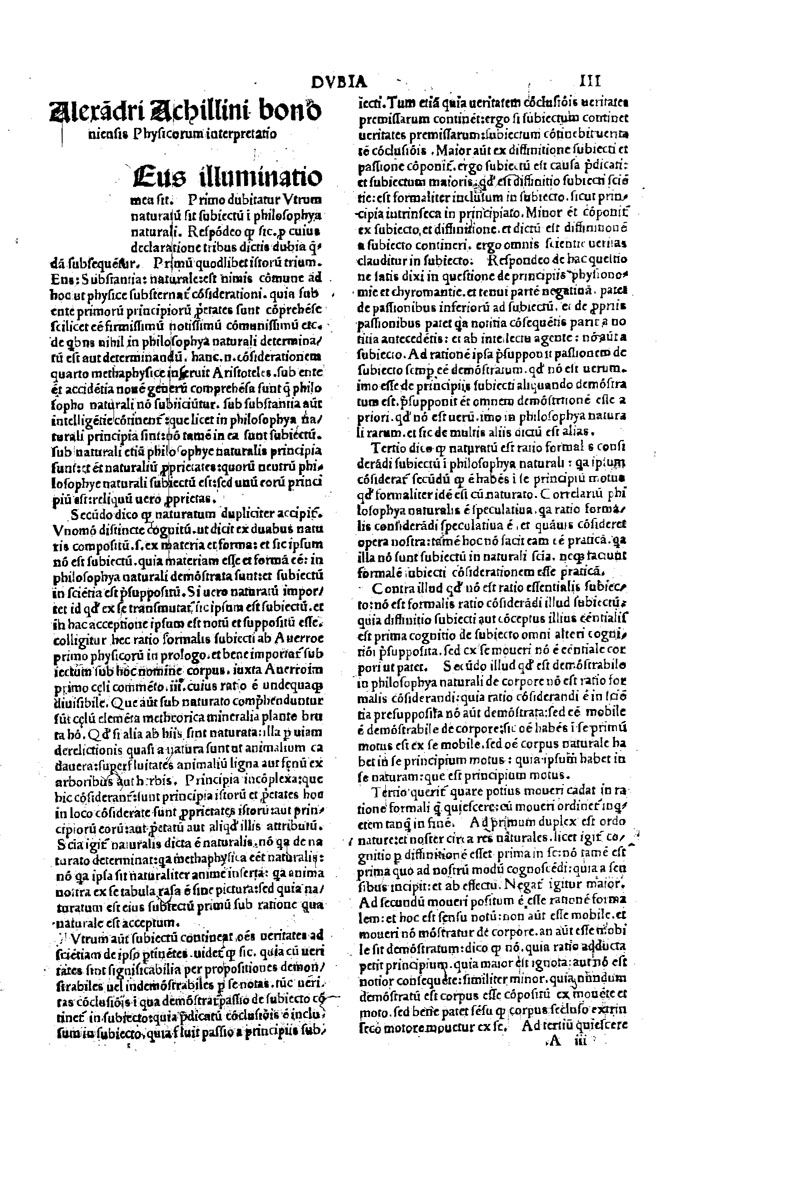
Expositio primi physicorum, 1512